# 尊室檀
尊室檀（越南语：／；1871年2月28日—1936年5月8日），字馨兒（越南语：／），號樂園氏（越南语：／），越南阮朝官員。

## 家世
尊室檀出身於阮朝尊室第五系，是綱郡公阮福溱的後代，父親是快州知府尊室梕。

## 生平
嗣德二十四年正月十日（1871年2月28日），尊室檀在富榮縣棠英總賴世社出生。成泰二年（1890年），尊室檀進入國子監學習。成泰九年（1897年），參加承天場鄉試，考中舉人。後進入順化國學場學習法文。2年後被任命為平定省平溪知縣。1902年改補清化省厚祿知縣。維新元年（1907年），升任乂安省演州知府。維新四年（1910年），升任承天府丞。維新七年（1913年），出為廣平按察使。啟定元年（1916年），改任廣南按察使。次年（1917年），升補乂安布政使。啟定四年（1919年），改任平順布政使。啟定五年（1920年），升任兵部參知。啟定七年（1922年），任治平巡撫，加总督銜。次年（1923年），升署安靜總督。
保大二年（1927年），尊室檀升任刑部尚書，充機密院大臣。次年（1928年）正月，兼攝尊人府務大臣。保大四年（1929年），升授協佐大學士，仍領刑部尚書，充機密院大臣，停止兼任兼攝尊人府務大臣。保大五年（1930年），授協佐大學士。保大六年（1931年），尊室檀代表順化朝廷，出使法國。保大八年四月八日（1933年5月2日），保大帝改組內閣，尊室檀以協佐大學士身份致事。同年六月十日（8月1日），晉封扶仁男（越南语：／）。
保大十一年閏三月十八日（1936年5月8日），尊室檀在家中去世，壽六十六歲，追贈東閣大學士。

## 作品
尊室檀著有漢文自傳《樂園小史》。